# Mariä Himmelfahrt (Götzdorf)

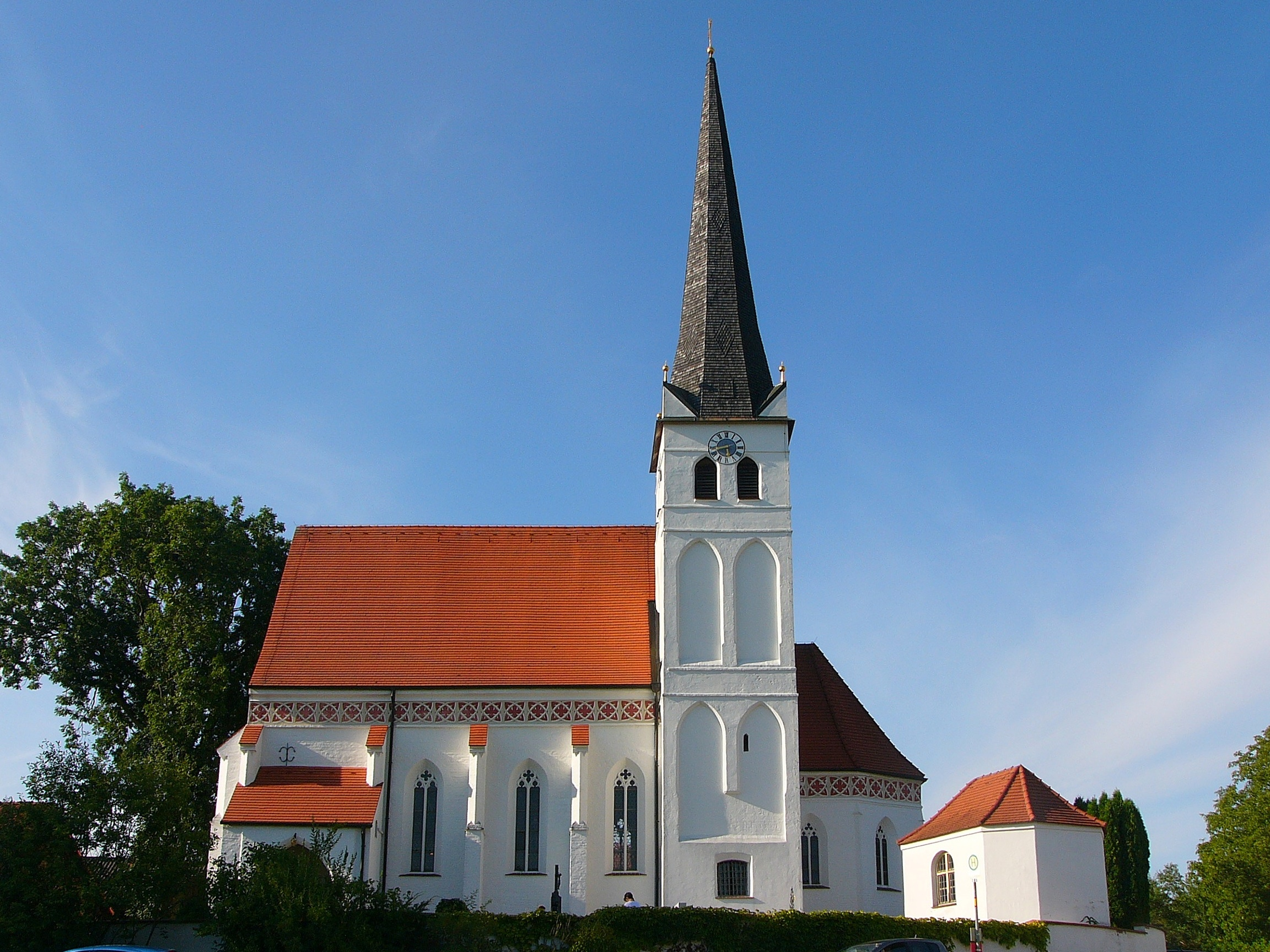
Außenansicht der Filialkirche Mariä Himmelfahrt von Süden

Die römisch-katholische Filialkirche Mariä Himmelfahrt in Götzdorf, einem Gemeindeteil der Gemeinde Kumhausen im niederbayerischen Landkreis Landshut, ist eine spätgotische Saalkirche aus der zweiten Hälfte des 15. Jahrhunderts, die – erkennbar an der Datierung einer alten Glocke – wohl um 1466 erbaut wurde. Im Jahr 1619 wurden von dem Landshuter Maurer Hans Dürckh Reparaturen durchgeführt und von dem Landshuter Maler Hanns Georg Khnauff der Wetterhahn auf dem Turm vergoldet. Weitere Renovierungsmaßnahmen wurden unter anderem 1874 und – mit der Erneuerung des Spitzhelms – 1940 durchgeführt.
Das Gotteshaus mit dem Patrozinium Mariä Himmelfahrt (15. August) ist als Baudenkmal mit der Nummer D-2-74-146-5 beim Bayerischen Landesamt für Denkmalpflege eingetragen. Kirchlich gesehen ist Götzdorf eine Filiale der Pfarrei St. Ulrich in Obergangkofen, die wiederum vom Pfarrverband Achdorf–Kumhausen seelsorgerisch betreut wird.

## Architektur

### Außenbau
Der nach Osten ausgerichtete, verputzte Backsteinbau umfasst einen eingezogenen Chor mit zwei Jochen und Schluss in drei Sechseckseiten sowie ein Langhaus mit vier Jochen. Auffallend ist, dass der Dachfirst des Chores deutlich niedriger als der des Langhauses angesetzt ist. Der Chor wird außen durch schwache Dreieckstreben und einen neugotisch überformten Maßwerkfries am Dachansatz gegliedert. Am Langhaus befinden sich einmal abgesetzte Strebepfeiler, deren oberer Absatz übereck gestellt ist, und ein Maßwerkfries wie am Chor. Der Sockel ist, besonders auf der Nordseite, mehrmals abgesetzt. Die durchwegs spitzbogigen Fenster enthalten neugotisches Maßwerk.
Der Turm ist als sogenannter Chorflankenturm südlich am Chor angebaut, wobei seine Westmauer leicht in das Langhaus einspringt. Der quadratische Unterbau umfasst vier ungleich hohe Geschosse, die durch einfache Gesimsbänder getrennt sind. Im untersten Geschoss, das auf der Südseite ein stichbogiges Fenster aufweist, war früher die Sakristei untergebracht. Die mittleren beiden Geschosse werden durch gefaste Spitzbogenblenden aufgelockert. Das oberste Geschoss enthält nach allen Seiten hin je zwei gekuppelte, spitzbogige Schallöffnungen. Vier Eckaufsätze, die ähnlich wie bei der Pfarrkirche Mariä Namen in Gundihausen ausgeführt sind, vermitteln den Übergang zu dem achtseitigen Spitzhelm, der mit Holzschindeln gedeckt ist.
Am westlichen Langhausjoch ist auf der Südseite eine offene Vorhalle angebaut. Auch diese ist ähnlich wie in Gundihausen ausgeführt. Sie enthält ein spätgotisches Netzgewölbe mit birnstabförmigen Rippen. Diese entspringen aus Kopfkonsolen mit leeren Spruchbändern und laufen auf einen vierpassförmigen Schlussstein mit ausspringenden Ecken zu, der ein Relief der Mutter Gottes mit dem Jesuskind zeigt. Das Südportal, der einzige Zugang zum Kircheninneren, wird von einem Schräggewände eingefasst, das mit drei Rundstäben profiliert ist. Die beiden inneren Rundstäbe umrahmen den spitzbogigen Eingang, während der äußere eine Rechteckblende bildet.
Nördlich am Chor ist die Sakristei angebaut.

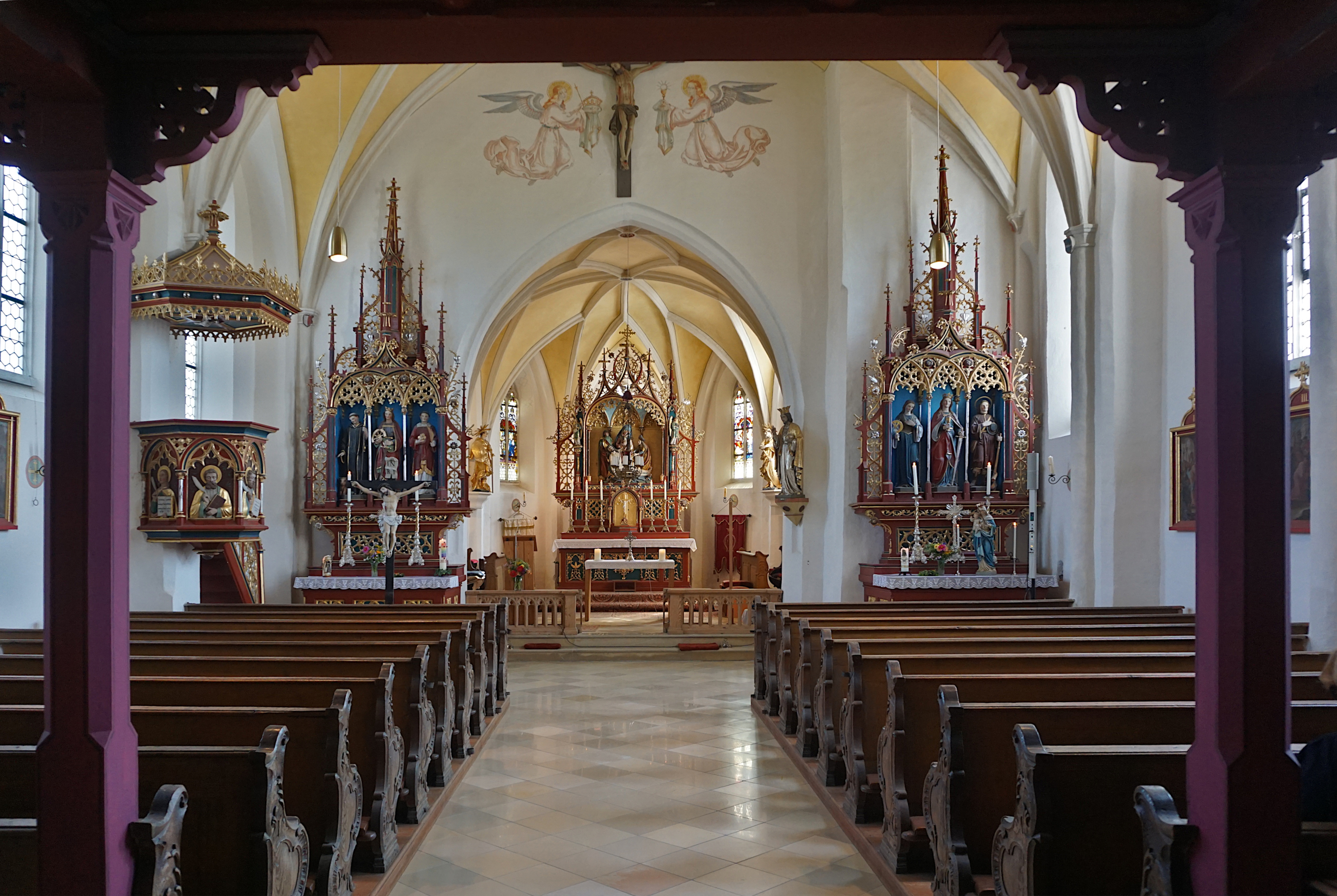
Innenraum

### Innenraum
Der Chorraum wird von einem spätgotischen Netzgewölbe auf schwachen, gefasten Wandpfeilern und entsprechenden spitzen Schildbögen überspannt. Die birnstabförmigen Rippen entspringen aus kurzen, runden Pflöcken, die aus halbrunden, profilierten Spitzkonsolen hervorgehen, und laufen auf tellerförmige Schlusssteine zu. Den Übergang zum Langhaus vermittelt ein spitzer Chorbogen, der beidseits mit einer Hohlkehle zwischen Fase profiliert ist. Auch im Langhaus befindet sich ein spätgotisches Netzrippengewölbe, hier getragen von kräftigeren, gefaste Wandpfeilern und ebensolchen spitzen Schildbögen. Den Wandpfeilern sind halbrunde Dienste vorgelegt, die achteckige Sockel und entsprechende Kapitelle zur Aufnahme der wiederum birnstabförmigen Gewölberippen besitzen. Den Kapitellen sind tartschenförmige Wappenschilde vorgelegt. Die drei östliche Schlusssteine sind vierpassförmig mit ausspringenden Ecken, ähnlich wie in der Portalvorhalle, während der westliche rund ist. Darauf befinden sich Reliefs, die das Haupt Christi und die Mutter Gottes mit Kind darstellen, bzw. aufgelegte Wappenschilde. Im typischen Stil der Landshuter Bauhütte sind in Chor und Langhaus die Gewölberippen weiß, während die Rücklagen gelb getüncht sind.
Die ehemalige Sakristei im Turmuntergeschoss wird von einem sternförmig figurierten Netzgewölbe mit tellerförmigem Schlussstein überspannt. Das Gewölbe ruht auf gefasten Eckpfeilern und spitzen Schildbögen. Die birnstabförmigen Rippen gehen aus Konsolen hervor, die wie im Chor ausgeführt sind.

## Ausstattung

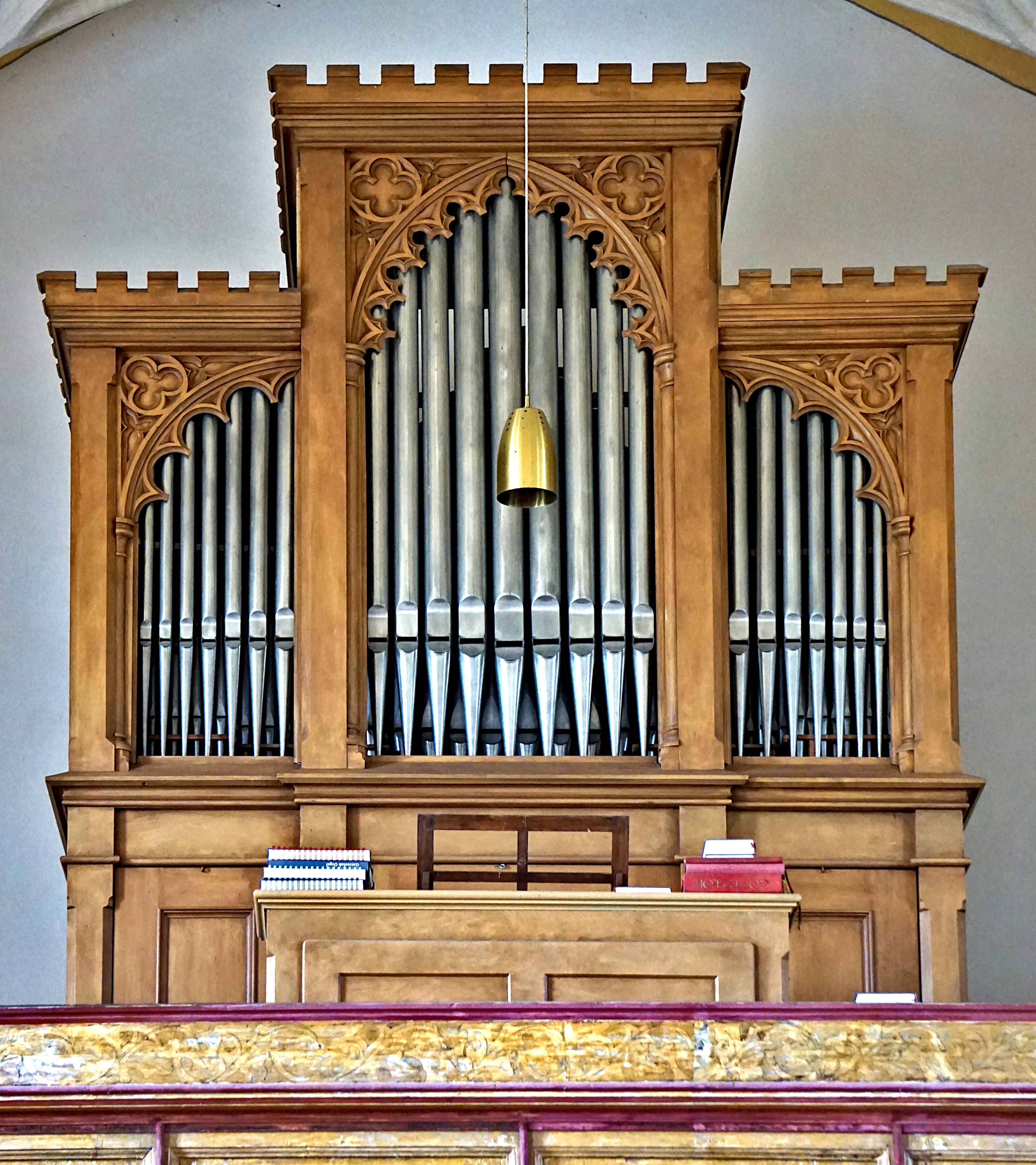
Orgel von Ludwig Edenhofer

Die Ausstattung ist überwiegend neugotisch. Sie umfasst drei Altäre, den Hochaltar im Chorscheitel und zwei Seitenaltäre zu beiden Seiten des Chorbogens, sowie eine Kanzel. Allesamt sind reich mit Maßwerk und Fialen verziert. Am Hochaltar befindet sich eine spätgotische Pietà, eine ausdrucksstarke Holzfigurengruppe aus der Zeit um 1500. Die Kreuzwegtafeln, gemalt in Öl auf Leinwand, stammen aus dem 18. Jahrhundert. Die qualitätvoll geschnitzten Stuhlwangen sind mit Rokokomuschelwerk verziert und wurden um die Mitte des 18. Jahrhunderts geschaffen.

### Glocken
Aus dem Turm von Mariä Himmelfahrt läuten vier Glocken, von denen zwei beide Weltkriege überdauert haben. Die älteste Glocke wurde 1488 von einem „Meister Andre“ in Landshut gegossen. Die 1865 von Otto Spannagl in Regensburg geschaffene Glocke hing ursprünglich im Turm der Pfarrkirche St. Michael in Zweikirchen. Zwei Glocken, die von Rudolf Perner aus Passau 1967 und 2022 gegossen wurden, komplettieren das Geläut. Die neuste Glocke, die anlässlich des 800-jährigen Jubiläums der Ersterwähnung Götzdorfs geschaffen wurde, trägt – entsprechend dem sich ergebenden Motiv – die Bezeichnung Salve Regina. Die Glocken im Einzelnen:
| Nr. | Name                | Gussjahr | Gießer                    | Durchmesser [cm] | Gewicht [kg] | Schlagton | Inschrift |
| --- | ------------------- | -------- | ------------------------- | ---------------- | ------------ | --------- | --- |
| 1.  | Martinsglocke       | 1967     | Rudolf Perner, Passau     | 122              | 950          | e1        | HEILIGER MARTIN, BITTE FÜR UNS! GESTIFTET ZUR ERINNERUNG AN SEINE DREI SÖHNE MARTIN – JOSEF – GEORG VERMISST IM ZWEITEN WELTKRIEG MARTIN SIRTL LIMMERVATER GÖTZDORF N° 2 |
| 2.  | Petrusglocke        | 1895     | Otto Spannagl, Regensburg | 94               | 500          | gis1      | OTTO SPANNAGL DE LANDSHUT FUDIT ME MDCCCLXXXXV PAROCHIANI DEDICAVERUNT MUNIFICE LARGIENTES AD ANNUM DUCENTESIMUM POST ZWEIKIRCHENSIS PAROCHIAE FUNDATIONEM. DIMICATE, VIRI JUVENESQUE, ET VINVITE QUEMADMODUM ST. MICHAEL HUJUS AEDIS PATRONIS, IMMORTALIS ANIMAE ET SANCTAE ECCLESIAE HOSTES! LEONE P. P. X III LUITPOLDO BAVARIAM REGENTE, ANTONIO ARCHIEPISCOPO MONACENSI ET FRISINGENSI, STEPHANO REINTHALERO PAROCHO. |
| 3.  | Marienglocke        | 1488     | Meister Andre, Landshut   | 85               | 350          | h1        | M CCCC L XXX V III MAISTER ANDRE |
| 4.  | Salve-Regina-Glocke | 2022     | Rudolf Perner, Passau     | 77               | 289          | cis2+3    | SALVE REGINA 800 JAHRE GÖTZDORF 2022 |

## Umgebung
Die Kirche ist vom örtlichen Friedhof umgeben. Unter Denkmalschutz steht auch die Friedhofskapelle, ein kleiner Zentralbau mit Walmdach, der im 19. Jahrhundert erbaut wurde.